# Joo Hyun-young
Kim Hyun-young (en hangul, 김현영; nacida en Paju el 14 de enero de 1996), más conocida por su nombre artístico Joo Hyun-young (en hangul, 주현영), es una actriz surcoreana.

## Vida personal
Nació en Paju (provincia de Gyeonggi) el 14 de enero de 1996, como la menor de tres hermanas. Estudió piano de niña durante siete años, pero abandonó el proyecto de ser pianista cuando ingresó en la Escuela de Artes Escénicas de Seúl, donde se diplomó en 2014. Después prosiguió los estudios en la Universidad Kookmin, donde se graduó en el Departamento de Teatro y Cine en el año 2018.

### Beneficencia
El 12 de febrero de 2023 la actriz donó treinta millones de wones para la ayuda a los damnificados por los terremotos de Turquía y Siria del 6 del mismo mes, a través de la Hope Bridge National Disaster Relief Association.

## Carrera
Debutó en 2019 con el cortometraje Did I Miss You. Empezó a ser conocida por el público gracias a su participación como miembro del equipo durante las tres temporadas del espectáculo de variedades Saturday Night Live Korea Reboot, entre 2021 y 2023. Su papel era el de una reportera en prácticas, y como tal entrevistó a personajes como el actor Lee Byung-hun, al futbolista Son Heung-min, o candidatos a las elecciones presidenciales como Yoon Seok-yeol y Lee Jae-myung. Debido a su desempeño en el programa recibió importantes premios como personaje televisivo.
Su popularidad aumentó aún más en el mismo 2022, gracias al gran éxito de la serie de ENA Woo, una abogada extraordinaria. En ella interpreta el personaje de Dong Geurami, la única amiga de la protagonista Woo Young-woo, a la que da consejos para comportarse en sociedad. A ese papel accedió directamente por una llamada del director de la serie, y no a través de una audición. El modo peculiar de saludarse entre las dos amigas, que se hizo famoso entre el público, lo tomó Joo de la canción Last Farewell del grupo Big Bang, y lo adaptó con la ayuda de Park Eun-bin.
El 28 de abril de 2022 comenzó a rodar su primer largometraje, 2 O'Clock Date, dirigida por Lee Sang-geun, al lado de actores como Yoona y Ahn Bo-hyun. Su papel es el de Jeon Ah-ra, la prima del personaje interpretado por aquella.
La actriz es también muy activa en el mundo de la publicidad, en productos de cosmética, alimentación, telefonía, etc. En abril de 2023 la empresa 7-Eleven anunció que había vendido en solo un mes más de dos millones y medio de platos preparados en fiambreras publicitados con la imagen de Joo, lo que supuso un aumento del 70 % con respecto al mismo período del año anterior.

## Filmografía

### Películas
| Año   | Título                | Hangul        | Papel       | Notas        | Ref.   |
| ----- | --------------------- | ------------- | ----------- | ------------ | ------ |
| 2019  | ¿Me echaste de menos? | 내가 그리웠니 | Hyun-young  | Cortometraje |        |
| 2022  | Aka 5jo               |               |             | Cortometraje |        |
| Próx. | 2 O'Clock Date        | 2시의 데이트  | Jeong Ah-ra |              | [ 10 ] |

### Series de televisión
| Año     | Título                                    | Papel                                  | Canal        | Notas                         | Ref.               |
| ------- | ----------------------------------------- | -------------------------------------- | ------------ | ----------------------------- | ------------------ |
| 2018    | 고벤져스 (Gobernantes)                    | Ángel                                  | Naver TV     | Serie web                     |                    |
| 2019-21 | Best Mistake                              | Ahn Yu-na                              | V Live       | Serie web, temporadas 1-3     | [ 12 ]             |
| 2022    | Returning Student: Grade A, but Love is F | Hyun-young                             |              | Serie web                     | [ 13 ]             |
| 2022    | Woo, una abogada extraordinaria           | Dong Geurami                           | ENA, Netflix |                               | [ 14 ] [ 8 ]       |
| 2022    | Detrás de cada estrella                   | So Hyun-joo                            | tvN, Netflix | Protagonista                  | [ 2 ] [ 6 ] [ 15 ] |
| 2023    | Kim, el doctor romántico 3                |                                        | SBS          | Cameo, temporada 3            | [ 16 ]             |
| 2023    | The Kidnapping Day                        | Empleada en un comercio de informática | ENA          | Aparición especial, ep. 10    | [ 17 ]             |
| 2023    | The Story of Park's Marriage Contract     | Sa-wol                                 | MBC          |                               | [ 18 ] [ 19 ]      |
| 2024    | Wedding Impossible                        | Hong Na-ri                             | tvN          | Aparición especial, ep. 1     | [ 20 ]             |
| 2025    | I Am a Running Mate                       |                                        | TVING        | Serie web, aparición especial | [ 21 ] [ 22 ]      |

### Espectáculos de variedades
| Año     | Título                 | Papel               | Canal         | Notas               | Ref.         |
| ------- | ---------------------- | ------------------- | ------------- | ------------------- | ------------ |
| 2021-23 | SNL Korea Reboot       | Miembro del reparto | Coupang Play  | Temporadas 1-3      | [ 2 ] [ 23 ] |
| 2023    | Radio Star             | Invitada            | MBC           | 8 de febrero        | [ 24 ]       |
| 2023    | Earth Mabul World Tour | Copresentadora      | ENA y YouTube | Desde el 3 de marzo | [ 25 ]       |

## Premios y nominaciones
| Año  | Premio             | Categoría                             | Papel                           | Resultado | Ref.   |
| ---- | ------------------ | ------------------------------------- | ------------------------------- | --------- | ------ |
| 2022 | Baeksang Arts      | Mejor artista de variedades           | SNL Korea Reboot                | Ganadora  | [ 26 ] |
| 2022 | Brand of the Year  | Icono atractivo                       | Joo Hyun-young                  | Ganadora  | [ 27 ] |
| 2022 | Blue Dragon Series | Mejor actriz revelación de variedades | SNL Korea Reboot                | Ganadora  | [ 28 ] |
| 2023 | Baeksang Arts      | Mejor artista de variedades           | SNL Korea Reboot                | Nominada  | [ 29 ] |
| 2023 | Baeksang Arts      | Mejor actriz revelación (televisión)  | Woo, una abogada extraordinaria | Nominada  | [ 29 ] |
| 2023 | Blue Dragon Series | Mejor actriz de variedades            | SNL Korea Reboot                | Ganadora  | [ 30 ] |